# Plusaversary
Plusaversary (Los Simpson en Plusniversario, en Hispanoamérica) es un cortometraje de animación estadounidense basado en la serie de televisión Los Simpson, producido por Gracie Films y 20th Television Animation para Disney+. Es el quinto cortometraje de la franquicia de Los Simpson, y el tercero de los cortos para Disney+. El corto fue lanzado el 12 de noviembre de 2021 tanto en Disney+ como en Star+, el mismo día en el cual se celebrará el segundo aniversario del lanzamiento de Disney+ en Estados Unidos.

## Sinopsis
Todo comienza en la Taberna de Moe donde se celebra el Día de Disney+, con Maléfica dando ingreso a los invitados, a excepción de Homer. De repente, aparece Goofy para ingresar a la fiesta, hecho que Homer aprovecha para hacerse pasar como su compañero. Pronto, varios personajes de Disney celebran el Día de Disney+ mientras que Homer bebe cerveza en compañía de Goofy.
Posteriormente, aparece Lisa para decir que viene por su padre pero al ver la discusión entre Feliz y Gruñón, Lisa empieza a entonar una canción al estilo de las princesas de Disney. Al finalizar esto, aparece la sombra de quien se cree es Mickey Mouse, pero en realidad era Bart con su disfraz, quien (con un acento similar al del personaje) empieza a decirle a todos los invitados que se vayan a trabajar.
Pronto, todos se marchan, menos Homer y Goofy, quienes se quedan hablando pero son interrumpidos por Barney y Bart respectivamente; los cuales los separan de ser buenos amigos.

## Producción
El corto fue dirigido por David Silverman, producido por James L. Brooks, Matt Groening y Al Jean entre otros, grabado y editado en Gracie Films y distribuido por la 20th Century Fox.

## Elenco
- Dan Castellaneta como Homer Simpson / Pato Donald / Barney Gumble / Sideshow Mel / Feliz / Gruñón / Winnie the Pooh.
- Nancy Cartwright como Bart Simpson / Maggie Simpson.
- Yeardley Smith como Lisa Simpson.
- Hank Azaria como Moe Szyslak / Goofy / Capitán McCallister / Buzz Lightyear.
- Tress MacNeille como Maléfica.

## Cameos
- Maui y Heihei, de Moana.
- Ralph, de Ralph el Demoledor.
- Tinker Bell.
- Darth Vader, BB-8, Lando Calrissian, Ahsoka Tano, Max Rebo, y los Stormtroopers, de Star Wars.
- Dr. Strange.
- Elsa y Olaf, de Frozen.
- Una escoba, del segmento The Sorcerer's Apprentice de Fantasía.
- Woody, Jessie y Ham, de Toy Story.
- Mandalorian, de The Mandalorian.
- Sebastian, de La Sirenita.
- Cobra Bubbles, de Lilo & Stitch.
- Wall-E.
- Tiana, de The Princess and the Frog'.
- Jafar, de Aladdin.
- Joe Gardner, de Soul.
- Baymax.
- Mulan.
- El conejo blanco, de Alicia in Wonderland.
- Miguel Rivera, de Coco.
- Reina y Vagabundo, de La dama y el vagabundo.
- Los 101 dálmatas.
- Blanca Nieves.
- Cenicienta.
- Cruella de Vil.
- Scar, de El Rey León.
- Mowgli, de El Libro de la Selva.
- Hades, de Hercules.
- Ferdinando el Toro.
- El Capitán Garfio.
- Loki.
- Clarabella.
- Sully, de Monsters Inc..
- Gaston y Bestia, de La Bella y la Bestia.
- Pepito Grillo y Pinocho.
- Ant-Man.

## Doblaje
| Personaje          | Actor de Voz Original | Doblaje de Hispanoamérica | Doblaje de España               |
| ------------------ | --------------------- | ------------------------- | ------------------------------- |
| Homer Simpson      | Dan Castellaneta      | Humberto Vélez            | Carlos Ysbert                   |
| Goofy              | Hank Azaria           | Humberto Vélez            | Juan Antonio Arroyo             |
| Buzz Lightyear     | Hank Azaria           | Humberto Vélez            | Néstor Moreno León              |
| Pato Donald        | Dan Castellaneta      | Humberto Vélez            | Rafael Alonso Naranjo Jr.       |
| Feliz              | Dan Castellaneta      | Humberto Vélez            | Juan Carlos Lozano              |
| Gruñón             | Dan Castellaneta      | N/D                       | Néstor Moreno León              |
| Bart Simpson       | Nancy Cartwright      | Claudia Motta             | Sara Vivas                      |
| Lisa Simpson       | Yeardley Smith        | Patricia Acevedo          | Isacha Mengíbar                 |
| Barney Gumble      | Dan Castellaneta      | Bardo Miranda             | Juan Carlos Lozano              |
| Melvin Van Horne   | Dan Castellaneta      | Gerardo del Valle         | Antonio Esquivias               |
| Moe Szyslak        | Hank Azaria           | Jorge Ornelas             | Juan Perucho                    |
| Capitán McAllister | Hank Azaria           | Esteban Desco             | David García Vázquez            |
| Maléfica           | Tress MacNeille       | Cony Madera               | Chelo Vivares                   |
| Winnie the Pooh    | Dan Castellaneta      | Arturo Cataño             | Juan Enrique Palacios Hernández |